# フリー・ジャズ
フリー・ジャズ（英: Free jazz）は、1950年代末にビバップなどのそれまでのジャズの演奏形態を否定、革新した当時の新しいジャズのジャンルであり、1960年代に隆盛となった。

## 歴史
フリー・ジャズは、1950年代末に、クラシック音楽のような白人西洋音楽の理論や様式に従わないという理念と、ビバップ、ハード・バップ、モード・ジャズなどが限界に達したという認識により誕生した。アフリカのルーツを重視した黒人音楽の正統なルートだけで、白人中心のジャズ音楽界をひっくり返せるというのが、一つの見解だった。南部テキサス州出身のオーネット・コールマンは、ニューオーリンズやバトン・ルージュで演奏したり、ロサンゼルスへ演奏旅行をしたりしていた。そのオーネットが、ドン・チェリーやチャーリー・ヘイデンとともにニューヨークのジャズ・クラブ「ファイヴ・スポット」でフリー・ジャズを演奏し始め、ジャズ界に一大センセーションを巻き起こした。オーネットのジャズはブルーノートを多用し、カントリー・ブルース・シンガーのようだとも形容された。ジャズ評論家ベーレント、油井正一、アミリ・バラカらは、オーネットの音楽の本質をよく理解し、フラットする音、ブルーノート、ブルースの塊などと的確な表現をした。オーネットの革新的フリー・ジャズに続いたのが、サン・ラやアルバート・アイラーらのジャズマンだった。他にもファラオ・サンダース、アーチー・シェップ、セシル・テイラー、アート・アンサンブル・オブ・シカゴらのフリー・ジャズを演奏するアーテイストが登場した。
- フリー・ジャズは、「モード・ジャズまでのモダン・ジャズの理論の束縛からの自由」、ジャズにおける「表現の自由」などとも指摘される。
- ピアノを拳で叩くように弾く「パーカッシブ奏法」や、サックスの絶叫奏法ともいうべき「フリーキー・トーン」なども、この流れの中で出てきた演奏法である。
- 自由な即興演奏を「フリー・インプロヴィゼーション」と呼ぶが、ジャズのジャンルでは、フリー・ジャズ、前衛ジャズなどで見られる。フリー・ジャズの全盛期は1960年代であり、1970年代半ばのフュージョンの登場による保守化、商業化も一つの要因となり、フリー・ジャズは停滞期を迎えた。ただしオーネットのアルバム『ダンシング・イン・ユア・ヘッド』や『ボディメタ』は、1950年代、1960年代の彼のカントリー・ブルース的なアルバムよりも、よりアフリカに接近して新境地を開いた。フランク・ザッパ、大友良英、巻上公一らは、異なる分野からフリー・ジャズ的なアプローチを試みた。

フリー・ジャズが登場した当初、古典的、伝統的ジャズを支持する聴衆の中には、「理解できない」「音楽として認めない」という者もかつてはいた。だが、やがてハード・バップほかの行き詰まりを打開したジャズの流れとして、広く認知され世界中にフリー・ジャズ・ファンも多く存在する。

### 類似表現
アヴァンギャルド・ジャズ（前衛ジャズ）
同時期に発生したジャズのうち、現代音楽的手法に基づいた演奏スタイルで、メロディや和音、リズムが自由なジャズ。フリー・ジャズと重なる部分が多いが、完全に同じジャンルというわけではない。
ロフト・ジャズ
やや年代が下って、当時の若手前衛ジャズ演奏家たちなどによって演奏された前衛ジャズを指す。音楽傾向に関係なく、別ジャンルとして差別化されている。

## 音楽理論

### 1950年代末から1960年代
オーネット・コールマンやジョン・コルトレーンにより、ビバップ・スタイルの行き詰まりを打開するために、既成の概念（形式、調性、メロディ、コード進行、リズム、4ビートなど）を否定するスタイルが模索、創造された。この試みは、既成の概念を否定し、革新的なジャズを誕生させた。

### 1970年代から21世紀
1970年代半ば以降は保守化と商業主義により、フリー・ジャズは冬の時代を迎えた。しかしその逆風の中でも、オーネット・コールマンはモロッコのジャジューカの演奏家たちと優れたアルバムを制作し、注目された。さらにオーネットは1988年に意欲作『ヴァージン・ビューティ』を発表し評価された。1970年代の理論は以下の通りである。
- ドミナント・モーションを持たないコード進行を主体とするスタイル。自由に頻繁な転調を行ったり、コード進行に十二音技法を用いたり、分数コードを用いたりする。

ポスト・フリー・ジャズは、現代音楽や前衛音楽、ヒップホップ・ジャズ、ジャズラップ、スペース・ミュージック、スペース・ロック的なアプローチをあげることができる。

## 主なアーティスト
- オーネット・コールマン
- ドン・チェリー
- チャーリー・ヘイデン
- アーチー・シェップ
- ローランド・カーク
- アルバート・アイラー
- スティーヴ・レイシー
- セシル・テイラー
- アート・アンサンブル・オブ・シカゴ
- サン・ラ
- ファラオ・サンダース
- ジョン・コルトレーン
- アンソニー・ブラクストン（英語版）
- エヴァン・パーカー
- デレク・ベイリー
- アレクサンダー・フォン・シュリッペンバッハ